# Rolf Pingel
Rolf Pingel (1 de Outubro de 1913 – 4 de Abril de 2000) foi um piloto alemão da Luftwaffe durante a Guerra Civil Espanhola e na Segunda Guerra Mundial. Voou 550 missões de combate, nas quais abateu 28 aeronaves inimigas (6 em Espanha e 12 em Inglaterra), o que fez dele um ás da aviação.